# Parafia św. Jana Chrzciciela w Dąbrowicy
Parafia św. Jana Chrzciciela w Dąbrowicy – parafia rzymskokatolicka w Dąbrowicy, należy do dekanatu Równe w diecezji łuckiej.